# Władysław Goździewski
Władysław Goździewski (ur. 30 kwietnia lub 4 maja 1887, zm. 25 lutego 1972) – inspektor Policji Państwowej i kapitan piechoty Wojska Polskiego.

## Życiorys
Urodził się 30 kwietnia lub 4 maja 1887 jako syn Stanisława.
Po zakończeniu I wojny światowej i odzyskaniu przez Polskę niepodległości w 1918 został przyjęty do Wojska Polskiego. Uczestniczył w wojnie polsko-bolszewickiej. Został awansowany do stopnia kapitana rezerwy piechoty ze starszeństwem z dniem 1 czerwca 1919. W 1923, 1924 był oficerem rezerwowym 44 pułku piechoty w garnizonie Równe. W 1934 jako kapitan rezerwy piechoty był przydzielony do Oficerskiej Kadry Okręgowej nr VII jako oficer pełniący służbę w Policji Państwowej w stopniu oficera P.P. i pozostawał wówczas w ewidencji Powiatowej Komendy Uzupełnień Poznań Miasto.
W II Rzeczypospolitej wstąpił do Policji Państwowej. Został awansowany na stopień podinspektora. Od 15 czerwca 1922 do 27 grudnia 1924 sprawował stanowisko komendanta Okręgu XIII Wołyńskiego w Łucku. W 1926 sprawował stanowisko zastępcy naczelnika Wydziału II Finansowo-Gospodarczego w Komendzie Głównej Policji Państwowej, insp. Pawła Foerstera. Został awansowany na stopień inspektora. Od 12/15 lipca 1926 do 26 listopada 1928 sprawował stanowisko komendanta Okręgu IX Tarnopolskiego. Od 26 listopada 1928 do 17 września 1934 sprawował stanowisko komendanta wojewódzkiego PP w Poznaniu. Od 17 listopada 1934 do września 1939 sprawował stanowisko komendanta wojewódzkiego PP we Lwowie. Publikował artykuły w czasopiśmie „Przegląd Policyjny”. 10 czerwca 1936 komendant główny PP gen. Kordian Józef Zamorski działając „z rozkazu Pana Prezesa Rady Ministrów i Ministra Spraw Wewnętrznych” wyraził mu podziękowanie i udzielił pochwały „za celowe i właściwe użycie oddziałów policyjnych w czasie trwania i likwidacji strajku we Lwowie – co pozwoliło na utrzymanie ładu, porządku i likwidację strajku bez użycia broni”.
W 1937 był członkiem wydziału honorowego klubu sportowego LKS Pogoń Lwów.
Po wybuchu II wojny światowej, kampanii wrześniowej i agresji ZSRR na Polskę został aresztowany przez Sowietów. Był przetrzymywany w jednym z obozów dla jeńców polskich. W 1940 został przeniesiony do obozu jenieckiego NKWD w Griazowcu. Przetrzymywani w tym obozie odzyskali wolność na mocy układu Sikorski-Majski z 30 lipca 1941, po czym wstąpili do formowanej Armii Polskiej w ZSRR gen. Władysława Andersa.
Zmarł 25 lutego 1972.

## Ordery i odznaczenia
- Krzyż Oficerski Orderu Odrodzenia Polski (27 listopada 1929)[19]
- Złoty Krzyż Zasługi (dwukrotnie: 12 czerwca 1928[20][21], 19 marca 1937[22])
- Medal Pamiątkowy za Wojnę 1918–1921[23]
- Medal Dziesięciolecia Odzyskanej Niepodległości[23]